# KOI-5
KOI-5, o TOI-1241, è un sistema stellare triplo nella costellazione del Cigno, distante 1870 anni luce dal sistema solare. Le componenti A e B, due stelle leggermente più massicce del Sole, orbitano una attorno all'altra in un periodo di 29 anni, mentre una terza componente, KOI-5 C, orbita attorno alla coppia principale A-B in circa 400 anni.

## Osservazione
Avendo una declinazione di +44°, la sua osservazione è favorita dall'emisfero boreale, da dove è visibile da maggio fino a dicembre. Più penalizzati sono gli osservatori posti nell'emisfero australe: la stella non sorge mai nelle latitudini a sud del 44º parallelo di questo emisfero.
Con una magnitudine pari a +10,2, la stella non è visibile ad occhio nudo e per la sua osservazione è necessario almeno un piccolo telescopio.
Il periodo migliore per la sua osservazione nel cielo serale ricade nei mesi compresi fra fine giugno e novembre; nell'emisfero nord è visibile anche per tutto l'autunno, grazie alla declinazione boreale della stella, mentre nell'emisfero sud può essere osservata in particolare durante i mesi del tardo inverno australe.

## Sistema planetario
Nel 2009 venne scoperto un possibile candidato esopianeta durante i primi tempi della missione Kepler; fu il secondo candidato rilevato da Kepler nei suoi primi dieci giorni di invio dati, tuttavia, poiché altri candidati scoperti da Kepler erano più "facili" da confermare, le successive osservazioni vennero messe da parte e il pianeta candidato fu letteralmente dimenticato per anni, come affermato da D. Ciardi della NASA.
Nel 2018 il telescopio spaziale TESS registrò lo stesso transito rilevato da Kepler quasi dieci anni prima, determinando l'orbita della compagna stellare, KOI-5 B. Tramite diversi telescopi terrestri fu poi studiata la variazione della velocità radiale che, combinata ai dati rilevati da TESS, ha permesso nel gennaio 2021 la conferma del pianeta, un gigante gassoso con una massa del 60% di quella di Saturno (circa 57 M⊕) che orbita in 5 giorni attorno alla stella principale.
La peculiarità dell'orbita del pianeta è che essa è totalmente disallineata rispetto al piano orbitale di KOI-5 B, al contrario di ciò che avviene per corpi che si formano dallo stesso disco di gas e polveri delle stelle in formazione. Gli astronomi suggeriscono che il pianeta non si sia formato nella sua attuale posizione, ma in un'orbita altamente instabile e probabilmente, a causa della forza gravitazionale della stella secondaria, sia stato scagliato sull'orbita stretta e inclinata osservata.
La scoperta di KOI-5 Ab solleva un quesito tra gli astronomi: nonostante i sistemi stellari multipli costituiscano quasi il 50% delle stelle della Bolla Locale, meno del 10% dei pianeti noti orbitano attorno a stelle multiple. Ci si chiede dunque se ciò sia dovuto al fatto che effettivamente la formazione di pianeti attorno a stelle multiple sia resa più complicata dalle diverse interazioni gravitazionali delle componenti stellari, oppure se possa derivare da un bias osservativo, determinato dal fatto che, essendo più facili da rilevare, gli astronomi cerchino maggiormente i pianeti attorno a stelle singole.
Prospetto del sistema
Sotto un prospetto del sistema planetario: è incluso un pianeta non confermato di tipo terrestre, proposto da Hirsch et al. nel 2017 assieme al poi confermato KOI-5 Ab.
| Pianeta             | Tipo            | Massa | Raggio  | Periodo orb. | Sem. maggiore |
| ------------------- | --------------- | ----- | ------- | ------------ | ------------- |
| Ac (non confermato) | Terrestre       | —     | 0,66 r⊕ | —            | —             |
| Ab                  | Gigante gassoso | 57 M⊕ | 7,07 r⊕ | 5 giorni     | —             |